# Район Вакаба

35°36′ пн. ш. 140°6′ сх. д. / 35.600° пн. ш. 140.100° сх. д.
Райо́н Вака́ба (яп. 若葉区, わかばく, МФА: [wakaba ku̥], «Молодолистий район») — район міста Тіба префектури Сайтама в Японії. Станом на 1 жовтня 2008 площа району становила 84,21 км². Станом на 1 січня 2009 населення району становило 150 586 осіб.